# Stor-Elvdal
Stor-Elvdal er en kommune i Innlandet fylke i Norge. Den grænser i nord til Folldal og Alvdal, i øst til Rendalen, i syd til Åmot og Ringsaker, i vest til Øyer og Ringebu, og i nordvest til Sør-Fron. Højeste punkt i kommunen er Gravskardhøgda der er  1.767 moh. Kommunen havde 2.425 indbyggere i 2019